# 樺太出身者の一覧
樺太出身者の一覧（からふとしゅっしんしゃのいちらん）は樺太（サハリン）出身者の一覧。時代・民族は問わない。

## 樺太出身者

### ア
- 浅井タケ（アイヌ語・アイヌ文化伝承者）：珍内町
- 宇都護（俳優）
- 太田竜（政治運動家・「週刊日本新聞」編輯主幹）：豊原町
- 奥山かずお（児童文学作家）：旭川市育ち[1]
- 小原徹夫（実業家、オバラ会長）：恵須取町生まれ、小樽市育ち

### カ
- 加賀谷武（大日本帝国海軍の軍人）
- 金井昭雄（富士メガネ社長）：豊原市生まれ、札幌市育ち。
- 金子俊男（ジャーナリスト）：豊原市
- 北川アイ子（ウィルタ民族）
- 北川源太郎（本名ダーヒンニェニ・ゲンダーヌ、ウィルタ民族）
- 北川ゴルゴロ（北川五郎。日本におけるウィルタ民族最後のシャーマン）
- 北原文雄（ジャーナリスト・小説家）
- 北原じゅん（作曲家、城卓矢の兄）
- 高英男（歌手・俳優）：泊居町
- 小林まさる (料理研究家)：川上村
- 近藤洋介（俳優）

### サ
- 佐藤勝昭（空手家・佐藤塾の宗師）
- 佐藤守（軍事評論家。元航空自衛官）
- 渋井一夫（画家・二科展奨励賞受賞）
- 城卓矢（歌手）：室蘭市に引き揚げ。
- コンスタンティン・スコロプイシュヌイ（患者）：コンスタンチン君、コースチャ。
- せんだみつお（お笑いタレント）：真岡町生まれ、東京都育ち。
- 千徳太郎治（アイヌ民族の教育家・著述家。『樺太アイヌ叢話』の著者）

### タ
- 4代目立花家千橘（落語家）
- 田本憲吾（第6代北海道帯広市長[2]）[3]
- 綱淵謙錠（直木賞作家）：小能登呂村登富津
- 豊岡憲治（株式会社豊月会長[4]）芦別市に引き揚げ、苫小牧市にスーパーマーケットを出店。現在のフードD[5]。

### ナ
- 中村忠：真岡町生まれ
- 楢喜八（イラストレーター）
- 奈良博（サハリン日本人会・北海道人会会長）：鵜城村
- ニシヤマ・ソウキチ（トマリ市市長）：好仁村生まれ、トマリ市（旧泊居郡泊居町）育ち。
- 似鳥昭雄（株式会社ニトリの創業者）

### ハ
- 花守信吉（白瀬矗を隊長とする南極探検隊の隊員、アイヌ）：敷香町
- 福富節男（数学者・反戦運動家）
- 福島正実（編集者、SF作家、SF評論家、翻訳家）：豊原市
- 藤山ハル（アイヌ語・アイヌ文化の伝承者）：恵須取町
- 藤山嘉夫(社会学者・横浜市立大学名誉教授)
- 平井雅士（俳優）

### マ
- 牧野昭一（作曲家）：泊居町

### ヤ
- 山辺安之助（白瀬矗を隊長とする南極探検隊の隊員、アイヌ、『あいぬ物語』の著者）。：知床村弥満別（やまべつ）
- ユセフ・トルコ（プロレスラー、プロレスのレフェリー、俳優）。

### ラ
- 李恢成（小説家、群像新人文学賞・芥川賞受賞）：真岡町生まれ。

### ワ
- 若山弦蔵（声優）：大泊町。札幌市育ち。

## 樺太にゆかりのある人物
- 伊能忠敬（千葉県九十九里町）：江戸時代の人物。日本全土を観測し地図を作成。樺太もある。
- 岡本監輔（徳島県美馬市）：探検家。最北端鵞小門岬に「大日本領」の碑を立てた。
- 寒川光太郎（北海道羽幌町）：芥川賞作家。
- レフ・シュテルンベルク（ウクライナ）：流刑される。
- 大鵬幸喜（北海道弟子屈町）：第48代横綱敷香町生まれ。
- アントン・チェーホフ（ロシア）：文学者。ルポルタージュ『サハリン島』。
- 中川小十郎：貴族院議員、樺太庁第一部長。
- 長谷川勝敏（北海道岩見沢市）：大相撲元関脇。珍内町生まれ。
- 蕗谷虹児（新潟県）：画家・詩人。青年期に樺太居住。
- ブロニスワフ・ピウスツキ（リトアニア）：ポーランドの人類学者。
- 堀達也（北海道遠軽町育ち）：第5代北海道知事。泊岸村生まれ。
- マルキャン・ボリシコ：ウクライナ人。横綱大鵬の父。
- 道下匡子（札幌市育ち）：翻訳家。
- 松浦武四郎（三重県松阪市）：探検家・画家。二度に渡って樺太を調査。樺太の地図を作成。
- 間宮林蔵（茨城県つくばみらい市）：探検家・樺太島の発見者。間宮海峡は彼の名に因む。
- 宮沢賢治（岩手県）：童話作家、詩人。教師の頃に訪問する。童話「サガレンと八月」。
- 若浪義光（北海道東川町）：大相撲元幕内。恵須取町育ち。
- 輪島功一（北海道士別市）：ボクサー。
- 山口誓子：俳人。少年期に樺太居住。